# 4686 Maisica
4686 Maisica (1979 SX2) là một tiểu hành tinh vành đai chính được phát hiện ngày 22 tháng 9 năm 1979 bởi N. S. Chernykh ở Nauchnyj. Nó được đặt theo tên vợ của nhà thiên văn học Tây Ban Nha Álvaro López-García.